# Bertl Moll
Bertl Moll je njemački bivši nogometni trener. Uz malo podataka zabilježenih o njemu, pozntao je da je u dva navrata trenirao momčad minhenskog Bayerna. Prvi put, Bayerna je trenirao 1955. i 1956. godine. Moll se u München opet vratio 1958. godine.